# Messey-sur-Grosne
Messey-sur-Grosne è un comune francese di 770 abitanti situato nel dipartimento della Saona e Loira nella regione della Borgogna-Franca Contea.

## Società

### Evoluzione demografica
Abitanti censiti